# Ciclo-oxigenase

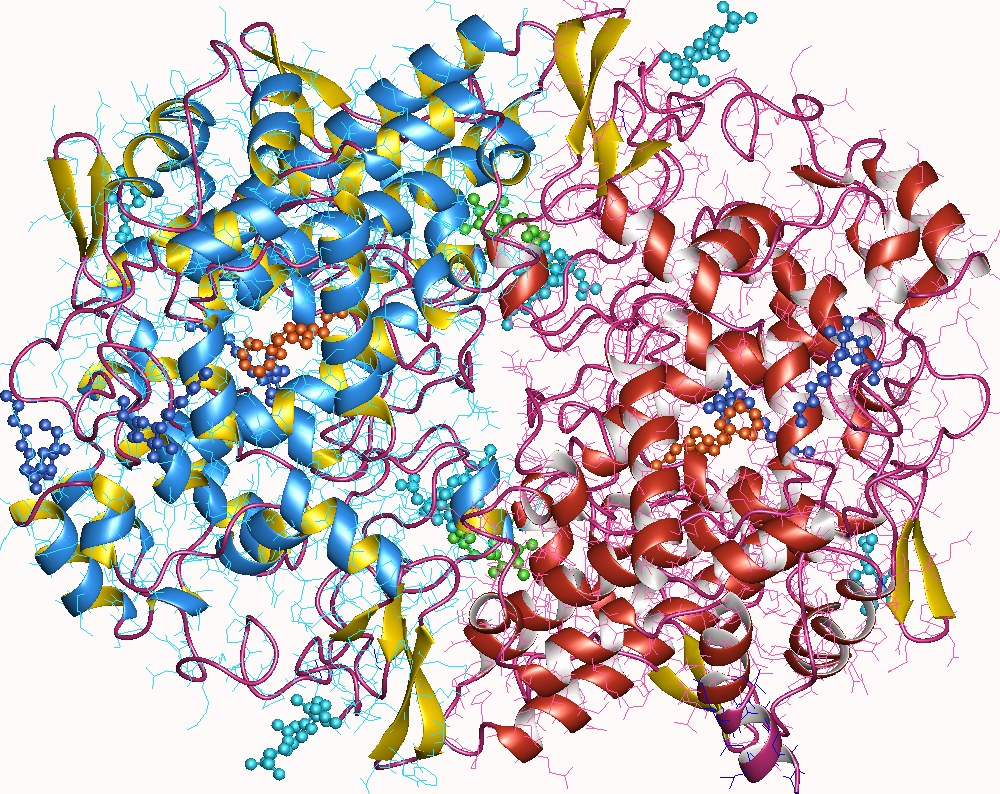
COX 2, dimer, Mouse.

A prostaglandina H2 sintase, também conhecida como cicloxigenase (COX), é uma glicoproteína dimérica integral da membrana, encontrada predominantemente no retículo endoplasmático. Atua como efetor secundário na via metabólica da cascata do ácido araquidônico.
A enzima COX é responsável pela formação de prostanóides, incluindo tromboxano e prostaglandinas como a prostaciclina, a partir do ácido araquidônico. Um membro da família da heme peroxidase do tipo animal, também é conhecido como prostaglandina G/H sintase. A reação específica catalisada é a conversão de ácido araquidônico em prostaglandina H2 por meio de um intermediário de prostaglandina G2 de vida curta.
A inibição farmacêutica da COX pode proporcionar alívio dos sintomas de inflamação e dor. Os anti-inflamatórios não esteroides (AINEs), como aspirina e ibuprofeno, exercem seus efeitos por meio da inibição da COX. Aqueles que são específicos para a isoenzima COX-2 são chamados de inibidores da COX-2 ou coxibes. 
Nas células dos mamíferos foram descobertas 3 isoformas: COX-1 e COX-2 e a COX-3. A COX-1 é uma enzima constitutiva expressa na maioria dos tecidos, inclusive nas plaquetas do sangue. Ela desempenha funções de “manutenção” no organismo, estando envolvida em especial na homeostase dos tecidos, e é responsável, por exemplo, pela produção de prostaglandinas com funções em citoproteção gástrica, agregação plaquetária, autorregulação do fluxo sanguíneo renal e no início do parto.
Em contraposição, a COX-2 é induzida nas células inflamatórias quando ativadas, por exemplo, pelas citocinas inflamatórias – interleucina (IL)-1 e fator de necrose tumoral (TNF)-α. Deste modo, a isoforma COX-2 é a principal responsável pela produção dos mediadores prostanoides da inflamação. Contudo, existem algumas exceções significativas. A COX-2 é expressa constitutivamente no rim, gerando prostaciclina, que tem um papel na homeostase renal e no sistema nervoso central (SNC), em que a sua função ainda não está clara.
Contudo, a COX-1 e a COX-2 são duas proteínas estruturalmente distintas, apresentando uma homologia de mais de 60% na sequência de aminoácidos do seu DNA complementar.
- COX-1: constitutiva (funções fisiológicas)
- COX-2: induzida (após certos estímulos)
- COX-3: presente no SNC

Esta enzima é responsável pela formação de importantes mediadores biológicos chamados prostanóides (incluindo prostaglandinas, prostaciclina e tromboxano). A inibição farmacológica da COX pode causar alívio aos sintomas da inflamação e da dor.
Este é o mecanismo de ação de diversas drogas conhecidas (Anti-inflamatórios não esteróides --> AINE's) como a aspirina e o ibuprofeno.

## Aspectos biológicos
Em termos de biologia molecular, COX-1 e COX-2 têm um peso molecular semelhante, aproximadamente 70 e 72 kDa, respectivamente, possuindo 65% de homologia de sequência de aminoácidos e sítios catalíticos quase idênticos. Ambas as proteínas têm três domínios: um domínio tipo EGF N-terminal, uma pequena âncora de membrana de 4 hélices e um domínio catalítico central de heme-peroxidase. Ambos formam dímeros. A âncora da membrana se fixa nas proteínas do retículo endoplasmático e na membrana do microssoma.

## Farmacologia
COX é um alvo comum para drogas anti-inflamatórias. A diferença mais significativa entre as isoenzimas, que permite a inibição seletiva, é a substituição da isoleucina na posição 523 na COX-1 por valina na COX-2. O resíduo Val523 menor em COX-2 permite o acesso a um bolso lateral hidrofóbico na enzima (que Ile523 impede estericamente). Moléculas de drogas, como o DuP-697 e os coxibes dele derivados, ligam-se a esse sítio alternativo e são considerados inibidores seletivos da COX-2.

### Anti-inflamatórios não-esteroidais (AINEs)
Os principais inibidores da COX são os anti-inflamatórios não esteroidais, também chamados de não seletivos ou tradicionais. Os inibidores clássicos da COX não são seletivos e inibem todos os tipos de COX. A inibição resultante da síntese de prostaglandinas e tromboxanos tem o efeito de redução da inflamação, bem como efeitos antipiréticos, antitrombóticos e analgésicos. O efeito adverso mais frequente dos AINEs é a irritação da mucosa gástrica, pois as prostaglandinas normalmente têm um papel protetor no trato gastrointestinal. Alguns AINEs também são ácidos, o que pode causar danos adicionais ao trato gastrointestinal.

### Inibidores seletivos de cicloxigenase-2
A seletividade para COX-2 é a principal característica dos coxibes. Como a COX-2 geralmente é específica para o tecido inflamado, há muito menos irritação gástrica associada aos inibidores da COX-2, com menor risco de ulceração péptica. A seletividade da COX-2 não parece anular outros efeitos colaterais dos AINEs, principalmente um risco aumentado de insuficiência renal, e há evidências que indicam um aumento no risco de ataque cardíaco, trombose e acidente vascular cerebral por meio de um aumento de tromboxano desequilibrado pela prostaciclina (que é reduzida pela inibição da COX-2).

## Inibição natural da enzima COX
Cogumelos culinários, como maitake, podem ser capazes de inibir parcialmente COX-1 e COX-2.
Descobriu-se que uma variedade de flavonóides inibe a COX-2.
Os óleos de peixe fornecem ácidos graxos alternativos ao ácido araquidônico. Esses ácidos podem ser transformados em algumas prostaciclinas anti-inflamatórias pela COX em vez de prostaglandinas pró-inflamatórias.
A hiperforina demonstrou inibir a COX-1 cerca de 3 a 18 vezes mais do que a aspirina.
O calcitriol (vitamina D) inibe significativamente a expressão do gene COX-2.
Deve-se ter cautela ao combinar aspirina em baixas doses com inibidores da COX-2 devido ao potencial aumento de danos à mucosa gástrica. A COX-2 é regulada positivamente quando a COX-1 é suprimida com aspirina, o que se acredita ser importante para aumentar os mecanismos de defesa da mucosa e diminuir a erosão pela aspirina.

## Efeitos adversos cardiovasculares dos inibidores da COX
Descobriu-se que os inibidores da COX-2 aumentam o risco de aterotrombose, mesmo com uso a curto prazo. Uma análise de 2006 de 138 estudos randomizados e quase 150.000 participantes mostrou que os inibidores seletivos de COX-2 estão associados a um risco moderadamente aumentado de eventos vasculares, principalmente devido a um risco duas vezes maior de infarto do miocárdio, e também que regimes de altas doses de alguns AINEs tradicionais (como diclofenac e ibuprofeno, mas não naproxeno) estão associados a um aumento semelhante no risco de eventos vasculares.
Óleos de peixe (por exemplo, óleo de fígado de bacalhau) têm sido propostos como uma alternativa razoável para o tratamento da artrite reumatoide e outras condições como consequência do fato de que eles fornecem menos risco cardiovascular do que outros tratamentos, incluindo AINEs.